# Aleptina
Aleptina là một chi bướm đêm thuộc họ Noctuidae.

## Các loài
- Aleptina aleptivoides (Barnes & McDunnough, 1912)
- Aleptina clinopetes (Dyar, 1920)
- Aleptina inca Dyar, 1902
- Aleptina junctimacula Todd, Blanchard & Poole, 1984
- Aleptina semiatra (Smith, 1902)